# Piano Red
Piano Red, de son vrai nom William Lee Perryman (19 octobre 1911 - 25 juillet 1985), également connu plus tard sous le nom de Dr. Feelgood, est un chanteur et pianiste américain de blues, de rhythm and blues et de rock 'n' roll. Il est le premier bluesman américain à se classer dans les charts « pop ». Pianiste autodidacte, il est adepte du style « barrelhouse », un genre de blues au piano très percussif et particulièrement adapté aux bars bruyants et aux tavernes. Sa carrière a débuté pendant la transition entre un blues « de race » marqué par la ségrégation et le rhythm and blues, qui visait à la fois un public blanc et noir. Certains historiens de la musique s'accordent à dire que sa chanson Rocking With Red de 1950 a largement contribué à populariser le terme rock 'n' roll à Atlanta. Son jeu de main simple et percussif associé à une voix puissante et toujours enjouée lui ont assuré un grand succès pendant trois décennies.
Piano Red ne doit pas être confondu avec Memphis Piano Red (1905-1982), un autre pianiste de blues barrelhouse, sans rapport avec le premier. 

## Biographie
Né dans une ferme près de Hampton, Géorgie, ses parents Ada et Henry Perryman, sont métayers. Il fait partie d'une grande fratrie, même si les sources diffèrent sur son nombre exact de frères et sœurs. Perryman est un afro-américain albinos, tout comme son grand frère Rufus, qui a aussi connu une carrière de bluesman sous le nom de Speckled Red.
Après avoir vécu dans de nombreuses villes, il revient s'installer à Atlanta, où il joue régulièrement dans les bars. Il se produit aussi en Europe, en compagnie notamment de la chanteuse Brenda Bell.
Avec sa chanson Doctor Feel-Good, publiée sous le nom de Dr. Feelgood and the Interns, il reste plus de deux mois dans les charts pop du magazine Billboard en 1962.
En 1964, les Beatles reprennent sa chanson Mr. Moonlight sur leur album Beatles for Sale.